# Oostenrijkse koloniën

Handelsvlag van Oostenrijk tussen 1786 en 1869.

Oostenrijk-Hongarije, het keizerrijk Oostenrijk en de Habsburgse monarchie hebben nooit tot de grote koloniale machten behoord. Desalniettemin zijn er een aantal pogingen ondernomen tot het stichten van Oostenrijkse koloniën.

## Oostendse compagnie
De Oostendse Compagnie werd in 1717 opgericht door keizer Karel VI. Het hoofdkantoor van de compagnie was gevestigd in Oostende in de Oostenrijkse Nederlanden. De compagnie was zeer succesvol en richtte twee factorijen op in India: Banquibazar in Bengalen en Cabelon (Covelong) op de Kust van Coromandel. Onder internationale druk werd de Oostendse compagnie in 1731 definitief opgeheven, waarbij ook de factorijen verloren gingen.

## Theresia Eilanden
Omstreeks het jaar 1760 werd door keizerin Maria Theresia en haar zoon en co-regent Jozef II het plan opgevat om handelsposten in Azië op te zetten om Oostenrijkse producten te kunnen verhandelen. De Nederlander Willem Bolts, die eerder in dienst van de Britse Oost-Indische Compagnie was geweest, werd aangesteld als adviseur over het project. In 1778 kwam het Oostenrijkse schip de "Joseph und Maria" aan bij de Nicobaren. Deze eilandengroep was eerder een Deense kolonie geweest, maar de Deense kolonisten waren niet lang voor de aankomst van de Oostenrijkers door malaria om het leven gekomen. Op 12 juli 1778 werden verdragen getekend met de oorspronkelijke bewoners van de Nicobaren, waarbij de eilanden Nancowry, Kamorta, Trinket en Katchal aan Oostenrijk werden overgedragen. Er werden 6 kolonisten, slaven, wapens en vee achtergelaten om een kolonie te beginnen. In 1781 begonnen de kolonisten te klagen over gebrek aan drinkwater en voedsel. De Oostenrijkse regering liet hen echter aan hun lot over. De laatste kolonisten stierven niet lang daarna. Er werden geen pogingen gedaan op de eilanden opnieuw te koloniseren en Denemarken nam de eilandengroep opnieuw in bezit.

## De concessie in Tianjin
Als een van de interveniërende Westerse mogelijkheden tijdens de Bokseropstand in China kreeg Oostenrijk-Hongarije het recht op een concessie in Tianjin. Op 7 september 1901 werd een verdrag getekend met China waarin de concessie werd overgedragen aan Oostenrijk-Hongarije. Tijdens de Eerste Wereldoorlog werd de concessie door China bezet en werd het verdrag met Oostenrijk-Hongarije geannuleerd. Oostenrijk erkende het verlies op 10 september 1919, Hongarije op 4 juni 1920.
kolonie · kolonisatie · kolonialisme · dekolonisatie (staatkundig) · dekolonisatie (cultureel)· neokolonialisme · postkolonialisme · imperialisme